# Municipio de Tatums
El municipio de Tatums (en inglés: Tatums Township) es un municipio ubicado en el  condado de Columbus en el estado estadounidense de Carolina del Norte. En el año 2010 tenía una población de 3.771 habitantes.

## Geografía
El municipio de Tatums  se encuentra ubicado en las coordenadas 34°23′31.6″N 78°53′6.09″O / 34.392111, -78.8850250.